# Кавн (місто)
Кавн (карійськ. kbdynš, грец. Καΰνος, англ. Kaunos) — античне місто у Карії. Донині збереглись його руїни у провінції Мугла (Туреччина), неподалік від сучасного міста Дальян.

## Історія
Більша частина міста розташовувалась на західному березі річки Калбіс (нині — Дальян), що слугувала кордоном Карії з Лікією. Розташовуючись у межах Карії, місто тим не менше не належало до карійських чи грецьких колоній. Народ, що його населяв, відрізнявся від оточуючих племен.
Відповідно до давньогрецького міфу місто заснував Кавн, син Мілета, який утік до тієї місцевості через трагічні стосунки зі своєю сестрою Бібліс. Місто Мілет у давнину було карійським, що вказує на спорідненість народу Кавна з карійцями.
У Кавні народився великий скульптор Протоген.